# تيريزا كلارك
تيريزا كلارك (بالإنجليزية: Teresa Clarke)‏ هي سيدة أعمال أمريكية، ولدت في 8 فبراير 1963 في كاليفورنيا في الولايات المتحدة.